# Cosey
Cosey, nome d'arte di Bernard Cosendey (Losanna, 14 giugno 1950), è un fumettista svizzero che ha collaborato con diverse riviste di fumetti francesi come Tintin e Spirou.

## Premi
- Ha vinto il premio Alfred al Festival d'Angoulême del 1982 con l'album Kate della serie Johnatan
- Ha vinto il Grand Prix de la ville d'Angoulême nel 2017